# Campaña presidencial de Joe Biden de 2020
La campaña presidencial de Joe Biden de 2020 se anunció a primeras horas de la mañana del 25 de abril de 2019, con un anuncio en video. Joe Biden, el vicepresidente de los Estados Unidos de 2009 a 2017 y senador de los Estados Unidos por Delaware de 1973 a 2009, fue objeto de una amplia especulación como posible candidato para 2020 después de declinar a ser candidato en las elecciones de 2016. 
Tras haberse consagrado como virtual ganador de las elecciones del 3 de noviembre de 2020, el Colegio Electoral ratificó su victoria el día 14 de diciembre de 2020, convirtiéndose así en el presidente electo de los Estados Unidos. Finalmente, el 20 de enero de 2021 asumió su cargo como el 46.º presidente de los Estados Unidos.

## Antecedentes

### Campañas presidenciales anteriores
La campaña presidencial de Joe Biden en 2020 es su tercer intento de buscar la elección para presidente de los Estados Unidos. El primer intento se realizó en 1988 en las primarias del Partido Demócrata, donde inicialmente se lo consideraba uno de los candidatos potencialmente más fuertes. Sin embargo, varios periódicos informaron de un supuesto plagio de Biden en sus discursos y en registros de su escuela de derecho, lo que lo llevó a retirarse de la carrera en septiembre de 1987.
Biden hizo un segundo intento durante las primarias del Partido Demócrata de 2008, donde se centró en su plan para lograr el éxito político en la guerra de Irak a través de un sistema de federalización. Al igual que su primera candidatura a la presidencia, Biden no pudo obtener respaldos y apoyo de que se retiró de la carrera después de su pobre desempeño en el caucus de Iowa el 3 de enero de 2008. Biden finalmente fue elegido por el eventual ganador de las primarias Barack Obama como su compañero de fórmula y ganó la elección general como vicepresidente de los Estados Unidos, siendo juramentado el 20 de enero de 2009.

### Especulación
Como vicepresidente, Biden fue visto como un potencial candidato para suceder a Obama en las elecciones presidenciales de 2016. El 21 de octubre de 2015, luego de la muerte de su hijo Beau, Biden anunció que no buscaría la nominación demócrata en 2016.
Durante una visita al Senado de los Estados Unidos con periodistas el 5 de diciembre de 2016, Biden se negó a descartar una posible candidatura a la presidencia en las elecciones presidenciales de 2020. Reafirmó su ambivalencia sobre presentarse en una aparición de The Late Show with Stephen Colbert el 7 de diciembre, en la que afirmó «nunca digas nunca» acerca de postularse para presidente en 2020, aunque también admitió que no veía un escenario en el que se presentaría para el cargo de nuevo. El 13 de enero de 2017, exactamente una semana antes del fin de su período de vicepresidencia, Biden aparentó anunciar que no se presentaría. Sin embargo, cuatro días después, pareció dar marcha atrás, diciendo: «I'll run if I can walk» («Correré/Me postularé si puedo caminar»). En septiembre de 2017, la hija de Biden, Ashley, dijo que creía que estaba pensando en postularse en 2020.
Time for Biden, un comité de acción política, se formó en enero de 2018, buscando la entrada de Biden en la carrera. En febrero de 2018, Biden informó a un grupo de asesores de política exterior de larga data que estaba «manteniendo abiertas sus opciones para 2020».
En marzo de 2018, Politico informó que el equipo de Biden estaba considerando una serie de opciones para distinguir su campaña, como anunciar desde un principio a un candidato a vicepresidente más joven de fuera de la política, y también informó que Biden había rechazado una propuesta para comprometerse a solo un mandato como presidente. El 17 de julio de 2018, dijo en un foro celebrado en Bogotá, Colombia, que decidiría si formalmente se declararía candidato en enero de 2019. El 4 de febrero, sin haber recibido una decisión de Biden, Edward-Isaac Dovere de The Atlantic escribió que Biden estaba «muy cerca de decir que sí», pero que algunos de los que estaban cerca de él temían que tuviera un cambio de idea en el último minuto, como lo hizo en 2016. Dovere informó que a Biden le preocupaba el efecto que otra candidatura presidencial podría tener en su familia y su reputación, así como los esfuerzos de recaudación de fondos y percepciones sobre su edad y su relativo centrismo en comparación con otros candidatos declarados y potenciales. A la inversa, su «sentido del deber», el sentirse ofendido por la presidencia de Donald Trump, la falta de experiencia en política exterior entre otros aspirantes demócratas y su deseo de fomentar el «progresismo de construcción de puentes» en el partido se consideraron factores que lo impulsaron a postularse.

### Anuncio
El 12 de marzo de 2019, dijo a una reunión de simpatizantes que podría necesitar su energía «en unas pocas semanas». Cinco días después, Biden dijo accidentalmente que él sería un candidato en un lapsus linguae en una cena en Dover, Delaware.
El 19 de abril de 2019, The Atlantic informó que Biden planeaba anunciar oficialmente su campaña el 24 de abril de 2019 en un anuncio de video, seguido de un mitin de lanzamiento posterior en Filadelfia, Pensilvania o Charlottesville, Virginia. En los días previos a su lanzamiento previsto, varios de los principales donantes demócratas recibieron solicitudes para donar a su comité de campaña, que se llamaría Biden for President («Biden para presidente»). Sin embargo, los informes posteriores del 22 de abril indicaron que los planes de Biden seguían siendo inciertos, sin fecha de lanzamiento conocida, lugares para los mítines de campaña desconocidos y sin permisos para un evento en Filadelfia; aunque asociados continuaron planeando una recaudación de fondos el 25 de abril en Filadelfia, organizada por el vicepresidente ejecutivo de Comcast, David L. Cohen; no está claro si la recaudación de fondos se llevará a cabo según lo previsto, aunque sus asociados han continuado solicitando donaciones en los días previos a su anuncio previsto. Informes subsiguientes indicaron que Biden anunciaría su participación formal en la carrera el 25 de abril de 2019, para evitar ensombrecer el foro She the People, enfocado en mujeres de color, el día anterior, y reservó el local del sindicato Teamsters Local 249 en Pittsburgh para el 29 de abril.
Biden lanzó un video que anunció formalmente su campaña a primeras horas del 25 de abril.